# سایوز تی۲
سایوز-تی۲ (به روسی: Союз )(به معنای اتحاد) دوازدهمین مأموریت سرنشین دار سازمان فضایی شوروی به مقصد ایستگاه فضایی سالیوت۶ و دهمین اتصال موفقیت‌آمیز به آن بود. این مأموریت حامل دومین سری فضانوردان بازدیدکننده از خدمه سایوز۳۵ به حساب می آمد که نخستین آزمای سرنشین دار سفینه جدید سایوزT نیز بود و در نهایت با موفقیت نسبتاً خوبی همراه شد.
سایوز تی۲ به شکلی کاملاً غیر منتظره ای به سوی فضا پرتاب شد. سفینه های جدید مورد استفاده از سیستم موتور قدرتمندی بهره می برد، توانایی حمل سه فضانورد را داشت و نوعی کامپیوتر جدیدی در آن نصب شده بود که می توانست کار اتصال فضایی و ورود دوباره به جو را هدایت کند. البته برخلاف عملیات خودکار نزدیک شدن به سالیوت۶، سفینه نتوانست به صورت خودکار به ایستگاه متصل شود و فضانوردان این کار را به صورت دستی انجام دادند.

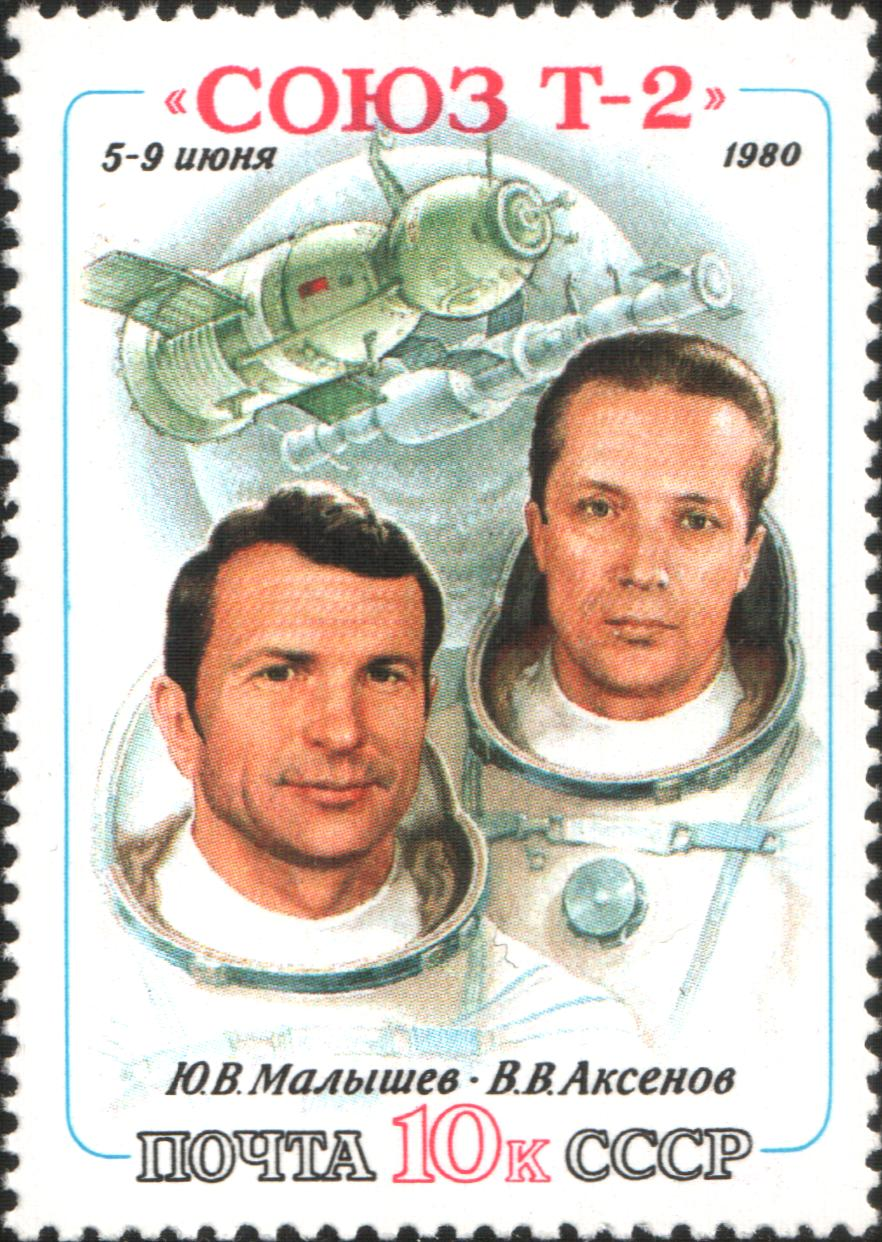
تصویر فضانوردان سایوز تی۲ روی تمبر

## خدمه مأموریت
| شماره | نام                   | ملیت               | تعداد پرواز | نقش عملیاتی | تصویر |
| ۱     | یوری واسیلیویچ مالیشف | اتحاد جماهیر شوروی | ۱           | فرمانده     |       |
| ۲     | ولادیمیر آکسیونوف     | اتحاد جماهیر شوروی | ۲           | مهندس پرواز |       |